# Алмазный (Якутия)
Алма́зный — посёлок городского типа в Мирнинском районе Республики Саха (Якутия). Расположен в 26 км от Мирного.
Население — 1351 человек (2021).
Является центром городского поселения «Посёлок Алмазный».

## Топоним
Сначала дано название Ирелях, затем переименовали в Дражный, а с 10.12.1962 г. — Алмазный.

## География
Село находится в западной части Якутии, в пределах Верхневилюйского плато, на федеральной автомагистрали А-331 Вилюй, при впадении реки Ирелях в реку Оччугуй-Ботуобуя (бассейн Вилюя).

### Климат
Климат характеризуется как резко континентальный, с продолжительной морозной зимой и жарким летом. Абсолютный минимум температуры воздуха самого холодного месяца составляет −65 °C; абсолютный максимум самого тёплого месяца — 37 °C..

## История
Алмазный был основан в связи с открытием и разработкой россыпных месторождений алмазов и известен как поселок дражников.
2 сентября 1960 г. в п. Ирелях открыта Иреляхская начальная школа, в 1961 г. — детский сад, больница
10 октября 1960 г. запущена в эксплуатацию драга № 201,
30 октября 1961 г. запущена в эксплуатацию драга № 202.
2 июля 1962 г. в п. Дражный открылся новый клуб, ныне является Домом культуры «Алмазный».
1962 г. — открытие отделения Почтовой связи.
1963 г. — открытие столовой.
1971 г. — открытие музыкальной школы.
1980 г. — открытие поселковой библиотеки.
20 августа 2004 г. запущена в эксплуатацию новая драга № 203.
12 июня 2005 г.- открытие в п. Алмазный дворца спорта «Молодежный».
31 августа 2020 г. — открытие новой школы в п. Алмазный на 275 мест, располагающейся на улице Речной.

## Население
| 1970  | 1979  | 1989  | 2002  | 2009  | 2010  | 2011  | 2012  | 2013  |
| ----- | ----- | ----- | ----- | ----- | ----- | ----- | ----- | ----- |
| 2908  | ↘1887 | ↗1976 | ↘1756 | ↘1755 | ↘1527 | ↘1526 | ↘1479 | ↘1471 |
| 2014  | 2015  | 2016  | 2017  | 2018  | 2019  | 2020  | 2021  | 2023  |
| ↘1452 | ↘1430 | ↗1444 | ↗1456 | ↘1452 | ↘1420 | ↘1383 | ↗1649 | ↘1598 |